# Daniel Lägersten
Daniel Bengt Mattias Dandenell Lägersten, ursprungligen Gunnarsson, född 14 februari 1975 i Vrigstad, Jönköpings län, är en svensk producent. Mest känd för sina prisbelönade TV-produktioner Sanningen om Marika (SVT) och Sport Opera med flashmob (SVT).
1995 började Daniel Lägersten som frilansfotograf för musikprogram som bland annat Poplistan i ZTV och Voxpop i SVT och blev senare anställd av Baluba Television innan han kom till Mastiff 2000, där han bland annat regisserade program som Mullvaden och Popstars. År 2004 började Lägersten arbeta som frilansande regiassistent, first assistant director, för serierna Krama mig och De drabbade innan började producera.
2007 vann hans dramaproduktion "Sanningen om Marika" Interactive Emmy awards. Daniel Lägersten var upphovsman och producent; fler utmärkelser följde, bland annat International AIB Awards, Sime Awards, SP Awards samt nomineringen till INPUT 2008 och Prix Europa för bästa dramaserie samt bästa crossmedia-produktion. Samma år producerade han även Sport Opera med flashmob som vann pris på New York Festival.
Lägersten anställdes därefter av SVT som projektledare för att producera den nya omgången av Här är ditt liv som sändes 2010 med Ingvar Oldsberg som programledare. Han verkade senare som SVT:s exekutiva producent för komediserien Starke man, succéserien 30 grader i februari och realityserien Mot alla odds, 2012. Samma år blev han chef för produktionsbolaget Balubas nyöppnade kontor i Göteborg. Han var projektledare för TV-serien Molanders 2013.
Daniel Lägersten är kusin till hjälmkonstnären David Gunnarsson.